# The Pelayos
The Pelayos és una pel·lícula de comèdia dramàtica catalana del 2012 dirigida per Eduard Cortés. És protagonitzada per Daniel Brühl, Lluís Homar, Miguel Ángel Silvestre, Eduard Fernández i Blanca Suárez. Es basa en la vida de la família García-Pelayo. La pel·lícula es va estrenar el 21 d'abril de 2012 al 15è Festival de Cinema de Màlaga. La pel·lícula es va doblar al català.

## Estrena
The Pelayos estrenada al 15é Festival de Cinema de Màlaga el 21 d'abril de 2012, va començar la seva carrera teatral a Espanya el 27 d'abril de 2012. La pel·lícula també va ser llançada als cinemes a Rússia i Polònia, i al Canadà en el Festival de Cinema de la Unió Europea celebrat a Ottawa el 16 de novembre de 2012 i en el Festival de Cinema de Vancouver el 23 de novembre de 2013. Va ser llançada directament en DVD al Brasil, Alemanya, Grècia i Japó.
La pel·lícula estava al programa de l'edició 2014 del Festival de Cinema de la UE de Tailàndia, que es mostra a les ciutats de Caen, Chiang Mai i Bangkok. S'anuncià com The Pelayos, la pel·lícula va ser una de les set pel·lícules que es mostraren en les tres ciutats.

## Recepció

### La resposta a la crítica
La pel·lícula va rebre diverses barreges a les crítiques negatives dels crítics de cinema. Jonathan Holland, del Variety va escriure, "Ocean's Eleven tracta d'esdevenir una mena de Set Magnífics hispans a The Pelayos una manera decebedora en línia recta d'assumir un intent d'alt risc d'una família per vèncer als casinos. Malgrat la seva història en la vida real, un parell de perforacions fines i visuals i els entrebancs en el seu afany de complaure a tots els interessats, no genera molta tensió real i deixa els personatges tant plans com fitxes de pòquer". Sonia Sanz de Cultture.com critica els actors Daniel Brühl, Lluís Homar, Oriol Vila, Eduard Fernández i Blanca Suárez per les seves actuacions "decebedores", i crida a la pel·lícula en si "decebedora". Emilio Lluna de l'Antepenúltim Mohicano va donar a la pel·lícula una crítica força negativa i li va concedir quatre de deu estrelles.
En una revisió més positiva de la pel·lícula, Patrick Mullen de Cinemablographer.com va escriure, "el treball de Brühl i Homar és digne de menció, ja que aconsegueixen extreure personatges que no semblen ser part de l'escriptura fina de la pel·lícula. [... ] The Pelayos és una divertida entremaliadura de totes maneres, per lleu que sigui", i va donar a la pel·lícula tres de cinc estrelles.

### Premis i nominacions
| Premi                                | Categoria                     | Nominat            | Resultat  | Referència |
| ------------------------------------ | ----------------------------- | ------------------ | --------- | ---------- |
| Premi Gaudí                          | Millor director de producció  | Eduard Vallès      | Guanyador | [ 9 ]      |
| Premi Gaudí                          | Millor direcció artística     | Balter Gallart     | Nominat   | [ 9 ]      |
| Premi Gaudí                          | Millor fotografia             | David Omedes       | Nominat   | [ 9 ]      |
| Premi Gaudí                          | Millor pel·lícula no catalana | Guanyador en ratxa | Nominat   | [ 9 ]      |
| Premi del Festival de Cine de Màlaga | Millor muntatge               | Koldo Idígoras     | Guanyador | [ 10 ]     |
| Neox Fan Awards                      | Millor actriu de cinema       | Blanca Suárez      | Guanyador | [ 11 ]     |
| Neox Fan Awards                      | Millor pel·lícula             | Guanyador en ratxa | Nominat   | [ 11 ]     |